# Leucauge festiva
Leucauge festiva este o specie de păianjeni din genul Leucauge, familia Tetragnathidae. A fost descrisă pentru prima dată de Blackwall, 1866. Conform Catalogue of Life specia Leucauge festiva nu are subspecii cunoscute.